# Mało Pesztene
Mało Pesztene (bułg. Мало Пещене) – wieś w Bułgarii, w obwodzie Wraca, w gminie Wraca. W 2024 roku liczyła 51 mieszkańców.